# 297

297은 296보다 크고 298보다 작은 자연수다.

## 수학
- 합성수로, 그 약수는 1, 3, 9, 11, 27, 33, 99, 297이다. 진약수의 합은 183이므로, 297은 부족수다.
- 6번째 카프리카 수다. 앞의 카프리카 수는 99, 다음은 703이다.

{\displaystyle 297^{2}=88209}이며, {\displaystyle 88+209=297}이므로 297은 카프리카 수다.
- 9번째 십각수다. 앞의 십각수는 232, 다음은 370이다.
- {\displaystyle 10^{6}-1}은 297로 나누어떨어진다.

## 과학
- NGC 297(영어판): 고래자리 방향에 있는 타원 은하.

## 교통
- 일본 297번 국도(일본어판): 지바현 다테야마시에서 이치하라시까지 이어지는 일본의 국도.
- 현도 제297호선

## 군사
- U-297(영어판): 제2차 세계 대전에 사용된 나치 독일의 군용 잠수함.

## 문화유산
- 대한민국의 국보 제297호: 안심사 영산회 괘불탱
- 대한민국의 보물 제297호: 김천 청암사 수도암 동·서 삼층석탑
- 대한민국의 사적 제297호: 서울 몽촌토성

## 방송
- 지니 TV의 일본 공영 방송인 NHK 월드 프리미엄 채널 번호.
- B tv의 가톨릭평화방송 채널 번호.

## 기타
- 연도: 297년, 기원전 297년